# Conchita Supervía
Concepción "Conchita" Supervía Pascual (Barcelona, 9 de diciembre de 1895-Londres, 30 de marzo de 1936) fue una popular mezzosoprano lírica española de notables medios y trascendencia histórica pese a su trágica desaparición temprana.

## Trascendencia
Amén de sus excepcionales dotes vocales que le permitían gran velocidad en la coloratura y un dominio de los matices sonores y tímbricos, el valor histórico de Supervía fue rescatar para la cuerda de mezzosoprano de coloratura las tres máximas heroínas de Gioachino Rossini (Rosina de El barbero de Sevilla, Angelina de La Cenerentola e Isabella de L'italiana in Algeri). Compuestas originalmente para contraltos, habían sido adulteradas por la imposición de otros modelos estilísticos posteriores siendo cantadas por sopranos ligeras o canarios ante la virtual extinción de la mezzo de coloratura. Exacta en el fraseo y la intención, su exagerado uso del vibrato le valió críticas adversas, no obstante es su restauración filológica del belcantismo rossiniano su mayor contribución al mundo de la lírica.
Cantándolas en las claves originales, Supervía volvió a la tradición estilística siendo la pionera de figuras como Teresa Berganza, Marilyn Horne, Frederica von Stade, Agnes Baltsa, Lucia Valentini Terrani, Cecilia Bartoli y Joyce DiDonato.

## Trayectoria
Nació en Barcelona en el seno de una antigua familia andaluza y de niña estudió canto en el Conservatorio Superior de Música del Liceo. A los quince años, el 1 de octubre de 1910, debutó en el Teatro Colón de Buenos Aires interpretando un papel secundario en la obra Bianca de Beulieu del argentino César Stiattesi. Desde entonces, uno de sus profesores de canto, Goula, que tenía su propia compañía, la contrató para realizar pequeños papeles secundarios, entre ellos Zulima en Los amantes de Teruel y Lola de Cavalleria Rusticana.
En 1911 debutó en el Teatro Costanzi de Roma como Octavian en el estreno italiano de El caballero de la rosa junto a Hariclea Darclée. Se suceden exitosos debuts en Bari, La Habana con la compañía de María Barrientos y en el Liceo de Barcelona como Carmen, Santuzza, Mignon, Orfeo y Eurídice, Dalila y La favorita de Donizetti. Además, canta como 'Cherubino' de Las bodas de Fígaro, y 'Hansel' de Hansel y Gretel.

Estrenó y creó el personaje de Concepción en La Hora Española de Ravel, La vida breve de Manuel de Falla y Fata Malerba de Vittorio Gui en Turín. El 7 de febrero de 1925 debutó en La Scala de Milán como Hansel, seguido por Cherubino y Octavian dirigida por el propio compositor, Richard Strauss, de Der Rosenkavalier.

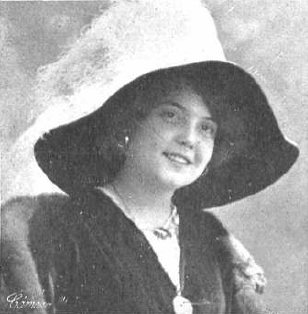
Supervía hacia 1913.

Entre 1916 y 1935, interpretó los papeles protagónicos de la trilogía de Rossini: La Cenerentola, El barbero de Sevilla y La italiana en Argel en los grandes teatros de todo el mundo. Reina en la Ópera Lírica de Chicago con aclamadas Carmen y Werther de Massenet el Teatro de Champs Elysées (París), la Gran Ópera de París, el Covent Garden de Londres, Roma, Florencia, Bérgamo (La Damnation de Faust de Berlioz), Mónaco, Ferrara y Génova. En 1928 realizó una exitosa tournée por toda España con la pianista torrevejense María Gil Vallejos. En 1934 filmó el largometraje británico Evensong (La canción del crepúsculo) de Víctor Sabille donde como "Baba L'Etoile" aparece cantando el vals de Musetta de La Boheme de Puccini. 
Además de óperas, Supervía fue una notable intérprete de canciones de Bizet, Léo Delibes, Albéniz, Joaquín Turina, Tomás Bretón, Manuel de Falla y Enrique Granados y de zarzuelas e incluso operetas, así como un amplio repertorio de canciones populares del momento en catalán, español, francés, italiano e inglés, que grabó en su mayor parte con los sellos Fonotipia y Odeón.

## Vida privada
En 1931 se casó con el industrial británico Benjamin Rubinstein estableciéndose en Londres y convirtiéndose al judaísmo de su marido. Debió retirarse por unos meses en 1935, por recomendación médica al afrontar un embarazo con complicaciones. Murió el 30 de marzo de 1936, a consecuencia de una infección general que sobrevino al parto de una hija mortinata (su hijo Giorgio, nacido en 1919, fue producto de su breve "matrimonio" previo con Francesco Santamaria, exalcalde de Nápoles en 1918).

## Discografía de referencia
- The Complete Conchita Supervia Vol 1 - Odeon 1927-28
- The Complete Conchita Supervia Vol 2 - Fonotipia And Odeon 1929-1930
- The Complete Conchita Supervia Vol 3 - Parlophone And Odeon 1930-1932
- The Complete Conchita Supervia Vol 4 - Odeon And Ultraphone 1932-1933
- The Complete Conchita Supervia Vol 5 - Elusive Selections and Alternative Takes
- The Conchita Supervia Songbook / Supervia, Newton
- The Emi Record Of Singing Vol 3 - 1926-1939
- Rossini - The Supreme Operatic Recordings / Supervia
- Operatic Arias (1930-1936) / Conchita Supervia
- Art Of Singing - Golden Voices Of The Century

Supervía no dejó grabaciones de óperas completas, solamente arias y escenas, pero sí grabó zarzuelas completas como La Leyenda del Beso y La Verbena de la Paloma.